# Confraternidad Nacional de Hermandades y Cofradías de la Oración en el Huerto
La Confraternidad Nacional de Hermandades y Cofradías de la Oración en el Huerto, también nombrada entre sus miembros como Getsemaní, está formada por distintas hermandades y cofradías penitenciales españolas que tienen en común la devoción por el paso de Jesús orando en el Huerto de los Olivos o de Getsemaní. Fundada en 1991 en la ciudad sevillana de Dos Hermanas, la confraternidad es una materialización del I Congreso Nacional de HH y CC de la Oración en el Huerto celebrado en dicha localidad, y desde entonces ha celebrado trece congresos más con una periodicidad bienal (siempre teniendo lugar en el último trimestre del año).

## Congresos I-XIV: 1991-2017
- I Congreso (1991) —Anfitrión: hermandad de Dos Hermanas (provincia de Sevilla)
- II Congreso (1993) —Anfitrión: hermandad de El Puerto de Santa María (provincia de Cádiz)
- IIII Congreso (1995) —Anfitrión: hermandad de Úbeda (provincia de Jaén)
- IV Congreso (1997) —Anfitrión: hermandad de los Californios de Cartagena (Región de Murcia)
- V Congreso (1999) —Anfitrión: hermandad de Teruel
- VI Congreso (2001) —Anfitrión: hermandad de Valdepeñas (provincia de Ciudad Real)
- VII Congreso (2003) —Anfitrión: hermandad de Baeza (provincia de Jaén)
- VIII Congreso (2005) —Anfitrión: hermandad de Archidona[1] (provincia de Málaga)
- IX Congreso (2007) —Anfitrión: hermandad de La Salle de Tarragona
- X Congreso (2009) —Anfitrión: hermandad del Paso Gordo de Hellín (provincia de Albacete)
- XI Congreso (2011) —Anfitrión: hermandad de San Fernando (provincia de Cádiz)
- XII Congreso (2013) —Anfitrión: hermandad de Vallalladolid
- XIII Congreso (2015) —Anfitrión: hermandad de Requena (provincia de Valencia)
- XIV Congreso (2017) —Anfitrión: hermandad de Ronda (provincia de Málaga)
- XV Congreso (2019) —Anfitrión: hermandad de Granada
- XVI Congreso (2021) —Anfitrión: hermandad de Murcia.